# America's Next Top Model, Ciclo 3
America's Next Top Model, Ciclo 3 foi a terceira temporada do reality show America's Next Top Model, apresentado por Tyra Banks, que visa encontrar uma garota que poderia ser uma supermodelo.
Esse foi o primeiro ciclo a contar com 14 participantes, e o primeiro em que havia a parceria com a marca de cosméticos CoverGirl. Os prêmios incluíam um contrato com a Ford Models, um editorial de moda para a revista Elle e um contrato de U$100.000 com a CoverGirl. O destino internacional foi Tóquio, Japão.
A vencedora foi Eva Pigford, de 20 anos, de Los Angeles, Califórnia.

## Competidoras
(idades na época do programa)
| Competidora            | Idade | Cidade Natal                      | Colocação |
| ---------------------- | ----- | --------------------------------- | --------- |
| Magdalena Rivas        | 24    | Worcester, Massachusetts          | 14º lugar |
| Leah Darrow            | 24    | Oklahoma City, Oklahoma           | 13º lugar |
| Julie Titus            | 20    | Kent, Washington                  | 12º lugar |
| Laura "Kristi" Grommet | 20    | St. Louis, Missouri               | 11º lugar |
| Jennipher Frost        | 22    | Pocatello, Idaho                  | 10º lugar |
| Kelle Jacob            | 19    | New York City, Nova York          | 9º lugar  |
| Cassie Grisham         | 19    | Norman, Oklahoma                  | 8º lugar  |
| Toccara Jones          | 23    | Dayton, Ohio                      | 7º lugar  |
| Nicole Borud           | 21    | Minot, Dakota do Norte            | 6º lugar  |
| Norelle Van Herk       | 20    | Newport Beach, Califórnia         | 5º lugar  |
| Ann Markley            | 21    | Erie, Pensilvânia                 | 4º lugar  |
| Amanda Swafford        | 25    | Hendersonville, Carolina do Norte | 3º lugar  |
| Camara "Yaya" DaCosta  | 21    | Harlem, Nova York                 | 2º lugar  |
| Eva Pigford            | 20    | Los Angeles, Califórnia           | Vencedora |

## Resumos

### Ordem de Chamada
| 1  | Ann       | Yaya      | Amanda    | Cassie    | Amanda    | Eva     | Eva     | Nicole  | Ann     | Amanda  | Amanda | Yaya   | Eva  |  |  |  |  |  |  |  |  |  |  |
| 2  | Leah      | Kristi    | Nicole    | Ann       | Yaya      | Amanda  | Ann     | Eva     | Eva     | Yaya    | Yaya   | Eva    | Yaya |  |  |  |  |  |  |  |  |  |  |
| 3  | Kelle     | Julie     | Eva       | Nicole    | Norelle   | Nicole  | Yaya    | Amanda  | Norelle | Eva     | Eva    | Amanda |      |  |  |  |  |  |  |  |  |  |  |
| 4  | Cassie    | Jennipher | Yaya      | Toccara   | Eva       | Yaya    | Norelle | Yaya    | Amanda  | Ann     | Ann    |        |      |  |  |  |  |  |  |  |  |  |  |
| 5  | Yaya      | Kelle     | Toccara   | Eva       | Nicole    | Toccara | Amanda  | Norelle | Yaya    | Norelle |        |        |      |  |  |  |  |  |  |  |  |  |  |
| 6  | Kristi    | Cassie    | Jennipher | Amanda    | Toccara   | Norelle | Nicole  | Ann     | Nicole  |         |        |        |      |  |  |  |  |  |  |  |  |  |  |
| 7  | Julie     | Toccara   | Cassie    | Norelle   | Ann       | Cassie  | Toccara | Toccara |         |         |        |        |      |  |  |  |  |  |  |  |  |  |  |
| 8  | Magdalena | Nicole    | Norelle   | Yaya      | Cassie    | Ann     | Cassie  |         |         |         |        |        |      |  |  |  |  |  |  |  |  |  |  |
| 9  | Nicole    | Eva       | Ann       | Kelle     | Kelle     | Kelle   |         |         |         |         |        |        |      |  |  |  |  |  |  |  |  |  |  |
| 10 | Amanda    | Norelle   | Kristi    | Jennipher | Jennipher |         |         |         |         |         |        |        |      |  |  |  |  |  |  |  |  |  |  |
| 11 | Norelle   | Amanda    | Kelle     | Kristi    |           |         |         |         |         |         |        |        |      |  |  |  |  |  |  |  |  |  |  |
| 12 | Toccara   | Ann       | Julie     |           |           |         |         |         |         |         |        |        |      |  |  |  |  |  |  |  |  |  |  |
| 13 | Jennipher | Leah      |           |           |           |         |         |         |         |         |        |        |      |  |  |  |  |  |  |  |  |  |  |
| 14 | Eva       | Magdalena |           |           |           |         |         |         |         |         |        |        |      |  |  |  |  |  |  |  |  |  |  |

     A competidora venceu a competição
      A competidora foi eliminada
      A competidora foi eliminada fora da banca dos jurados
- No episódio 1, o grupo de 34 meninas foi reduzido a 14. A ordem de chamada não reflete seus desempenhos.
- No episódio 2, Magdalena foi eliminada fora da banca dos jurados, por seu fraco desempenho no photoshoot.
- O episódio 10 foi o episódio de recapitulação.

### Jurados
- Tyra Banks
- Janice Dickinson
- Nigel Barker
- Nolé Marin